# Ефект на Мьосбауер
Ефектът на Мьосбауер представлява безоткатно ядрено резонансно излъчване на изключително тесен сноп гама кванти от ядрата. Физическото явление е открито от Рудолф Мьосбауер през 1958 година. Ефектът на Мьосбауер е един от малкото ядрени процеси, върху които оказват влияние външни за ядрото фактори като електронна обвивка, кристална структура, температура, налягане и др. За да се осъществи резонансно поглъщане енергията на падащия гама-квант трябва да съвпада изключително точно с енергията на гама-прехода. Ефектът на Мьосбауер позволява да се извършват свръх точни измервания на спектъра на гама-лъчите и да се съди за състоянието на излъчващото ядро. Намира приложение в Мьосбауеровата спектроскопия.

## История
Съществуващото излъчване и поглъщане на рентгенови лъчи от газове давало основание да се очаква подобно явление и при гама лъчите. Потокът от гама-кванти възниква при ядрени преходи за разлика от рентгеновите лъчи, които са продукт на преход на електрони. Опитите за наблюдение на гама-резонанс в газове се проваляли поради загубата на енергия в резултат на разсейване. Мьосбауер наблюдавал резонанс в твърд иридий, което породило у него въпроса защо гама резонансът е възможен в твърди тела, но не и в газове. Той предположил, че при атомите в твърдите тела при определени обстоятелства една малка част от ядрените събития могат да настъпят без разсейване и приписал наблюдавания резонанс на тези безоткатни ядрени събития.
През 1958 г. Рудолф Мьосбауер направил връзка между кохеренетното разсейване на неутрони и кохерентното поглъщане на гама-кванти. Той се занимавал с изучаване на резонансния ефект в иридий 191 чрез компенсиране на отката. За препокриване на линиите на излъчване и поглъщане той използвал висока температура като очаквал резонансното поглъщане да изчезне при ниска температура. За да измери фона, той охлаждал източника и поглътителя. За негова изненада при температура на течния азот (-196 градуса С) резонансното поглъщане рязко се увеличило.
Съобщението за Ефекта на Мьосбауер, който е едно от последните големи открития във физиката, излязло за пръв път на немски. Първото съобщение на английски било за повторението на експеримента.
За откриването на този ефект през 1961 година Мьосбауер получил Нобелова награда за физика заедно с Роберт Хофщетер, който изследва разсейването на електроните от атомните ядра.

## Описание
По принцип гама лъчите са продукт на ядрени преходи от нестабилно високо-енергетично състояние в стабилни ниско-енергетични състояние. Енергията на излъчените гама кванти е свързана с енергията на ядрения преход минус големината на енергията, която се губи за откат на излъчените атоми. Ако загубената енергия е малка в сравнение с енергията на ядрения преход, тогава енергията на гама лъчите все още съответства на енергията на ядрения преход и гама лъчите могат да бъдат погълнати от втори атом от същия вид като първия.
Количеството енергия в отскачащата частица може да бъде намерена от запазването на момента:
{\displaystyle |P_{\mathrm {R} }|=|P_{\mathrm {\gamma } }|\,}
Замествайки енергията в уравнението получаваме:
{\displaystyle E_{\mathrm {R} }={\frac {E_{\mathrm {\gamma } }^{2}}{2Mc^{2}}}}